# Gastone Medin
Gastone Medin (Spalato, 6 luglio 1905 – Velletri, 30 settembre 1973) è stato uno scenografo italiano.

## Biografia
Dopo essersi laureato, Medin si unì giovanissimo al gruppo della rivista cinematografo di Alessandro Blasetti e, a soli ventiquattro anni, fu lo scenografo di Sole (1929), sfortunata avventura produttiva della "Augustus". Nel 1930 disegnò le scene del primo film sonoro italiano distribuito, La canzone dell'amore. Diventò così negli anni trenta e quaranta uno degli scenografi più ricercati dalle produzioni cinematografiche italiane.
In seguito collaborò spessissimo sia con Blasetti che con Mario Camerini, per il quale disegnò le scene de I promessi sposi (1941), e con Mario Soldati sia per Piccolo mondo antico (1941) che per Malombra (1942). 
La sua attività proseguì anche nel dopoguerra, lavorando a titoli importanti come L'oro di Napoli, Il segno di Venere, Pane, amore e..., I due orfanelli, La ciociara, Roma città libera, Mio figlio professore, La signora delle camelie, Natale al campo 119 ed altri. In oltre trent'anni di professione collaborò ad oltre cento film.
Nel 1947 vinse il Nastro d'argento alla migliore scenografia per il film Eugenia Grandet, ancora con Soldati, di cui aveva curato la scenografia insieme al francese Maurice Colasson.
Riposa nel cimitero di Velletri.

## Filmografia parziale
- Sole, regia di Alessandro Blasetti (1929)
- La canzone dell'amore, regia di Gennaro Righelli (1930)
- Corte d'Assise, regia di Guido Brignone (1930)
- Figaro e la sua gran giornata, regia di Mario Camerini (1931)
- Il solitario della montagna, regia di Wladimiro De Liguoro (1931)
- Stella del cinema, regia di Mario Almirante (1931)
- Resurrectio, regia di Alessandro Blasetti (1931)
- Rubacuori, regia di Guido Brignone (1931)
- Vele ammainate, regia di Anton Giulio Bragaglia (1931)
- O la borsa o la vita, regia di Carlo Ludovico Bragaglia (1933)
- Al buio insieme, regia di Gennaro Righelli (1933)
- Acciaio, regia di Walter Ruttmann (1933)
- È tornato carnevale, regia di Raffaello Matarazzo (1937)
- Mia moglie si diverte, regia di Paul Verhoeven (1938) anche versione tedesca, Unsere kleine Frau
- L'assedio dell'Alcazar, regia di Augusto Genina (1940)
- Una romantica avventura, regia di Mario Camerini (1940)
- Giorno di nozze, regia di Raffaello Matarazzo (1942)
- La bisbetica domata, regia di Ferdinando Maria Poggioli (1942)
- Il birichino di papà, regia di Raffaello Matarazzo (1943)
- Malombra, regia di Mario Soldati (1943)
- Addio, amore!, regia di Gianni Franciolini (1943)
- La freccia nel fianco, regia di Alberto Lattuada (1945)
- Il canto della vita, regia di Carmine Gallone (1945)
- Biraghin, regia di Carmine Gallone (1946)
- Addio, Mimi!, regia di Carmine Gallone (1947)
- Ha da venì... don Calogero, regia di Vittorio Vassarotti (1951)
- Senza veli, regia di Carmine Gallone e Arthur Maria Rabenalt (1952)
- Puccini, regia di Carmine Gallone (1953)
- La ciociara, regia di Vittorio De Sica (1960)

## Premi e riconoscimenti
- 1947[3] - Nastro d'argento

Migliore scenografia - Eugenia Grandet